# Alseno

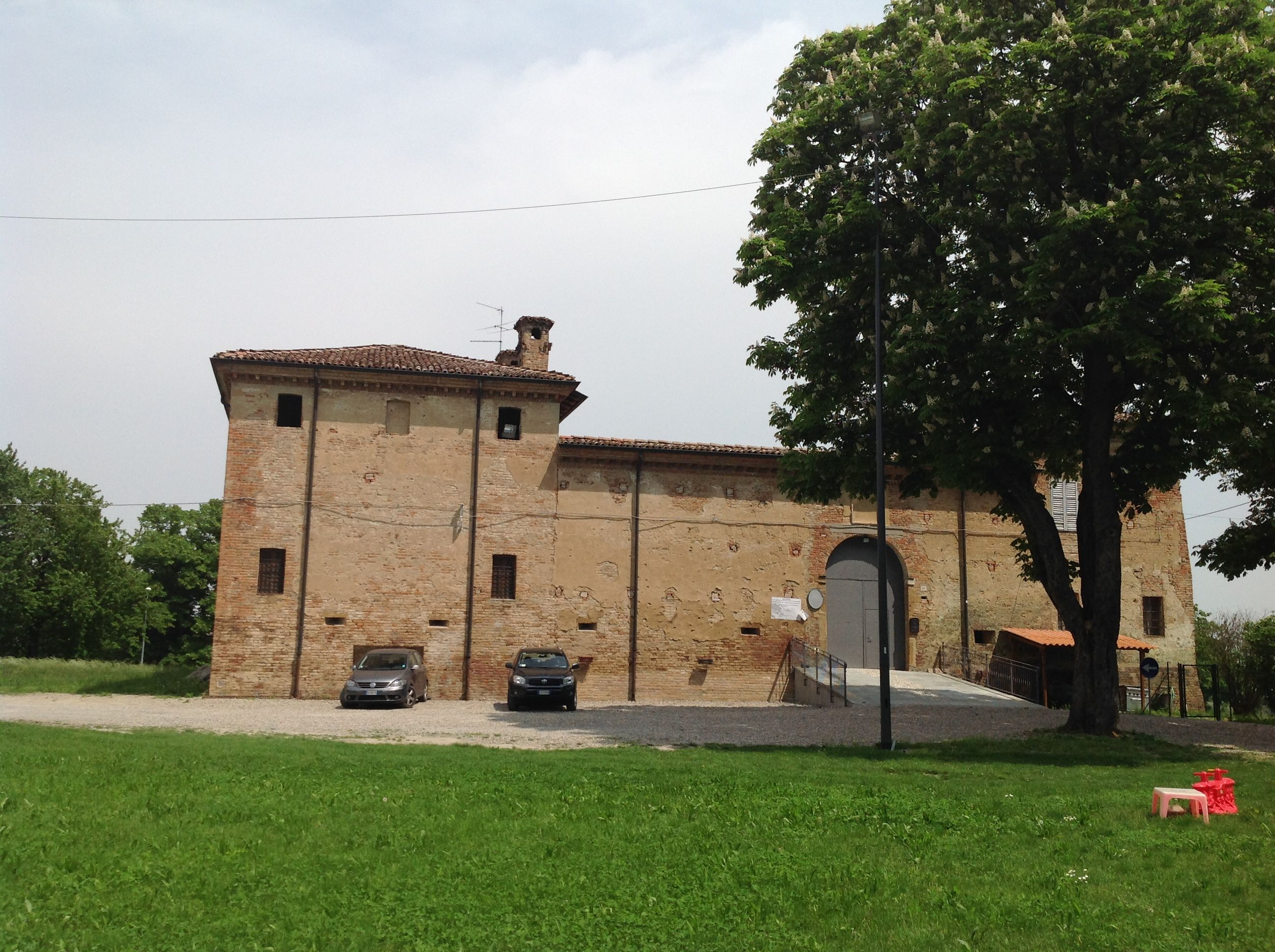
Palazzo Landi in Alseno

Alseno ist eine norditalienische Gemeinde (comune) mit 4728 Einwohnern (Stand 31. Dezember 2023) in der Provinz Piacenza in der Emilia-Romagna. Die Gemeinde liegt etwa 27 Kilometer südöstlich von Piacenza und grenzt unmittelbar an die Provinz Parma.

## Verkehr
Durch das Gemeindegebiet führen die Autostrada A1 von Mailand nach Rom sowie die Staatsstraße 9. Als Pilgerweg führt die Via Francigena durch den Ort. Der Bahnhof von Alseno liegt an der Bahnstrecke Milano–Bologna. Bei Alseno gibt es einen kleinen Flugplatz (Aviosuperficie) für die Allgemeine Luftfahrt.